# Cratere Lipskiy
Lipskiy è un cratere lunare di 91,15 km situato nella parte sud-orientale della faccia nascosta della Luna.